# Эрон-Сен-Ва
Эро́н-Сен-Ва (фр. Airon-Saint-Vaast) — коммуна во Франции, в регионе О-де-Франс, департамент Па-де-Кале. Население — 197 человек (2011).
Коммуна расположена на расстоянии около 185 км к северу от Парижа, 105 км к западу от Лилля 85 км к западу от Арраса.

## Достопримечательности
- Церковь, построенная в 1877 году, в неоготическом стиле.
- Часовня де Бомон, построенная в 1809 году, на месте, где, по легенде, святой Йодок вернул зрение маленькой девочке по возвращении из паломничества в Рим в 665 году. В память об этом событии, местными католиками ежегодно проводится крестный ход.
- Усадебный дом XIX века, имеющий официальный статус исторического памятника, окружённый усадебным парком с 13 статуями.